# Sarcopside
La sarcopside è un minerale.
Un minerale analogo ma maggiormente ricco in magnesio è stato scoperto nel 2006 in Antartide, a cui è stato dato il nome ufficiale di chopinite (2007); è  un cristallo incolore e trasparente, biassiale (-), α 1,595(2)°, β 1,648(2)°, γ 1,656(2)° (589 nm).

## Abito cristallino
Sarcopside e Chopinite sono simili all'Olivina ma a differenza di questa presentano delle lacune che provocano una disposizione disordinata degli ottaedri, causata dalla valenza +5 del fosforo.